# Tyler Reks
Gabbi Tuft (San Francisco (Californië), 1 november 1978), beter bekend als Tyler Reks, is een Amerikaans gepensioneerd professioneel worstelaar die bekend was in de WWE.
Gabbi Tuft kwam in februari 2021 publiekelijk uit de kast als transvrouw.

## Loopbaan
Nadat Tuft in februari 2007 haar professionele worsteldebuut maakte, zij ondertekende in februari 2009 een contract met World Wrestling Entertainment (WWE) en werd, onder haar ringnaam Tyler Reks, verwezen naar Florida Championship Wrestling (FCW), een WWE-opleidingscentrum. Op 11 december 2008 wonnen Reks en haar tag teampartner Johnny Curtis van The New Hart Foundation (DH Smith en TJ Wilson) om het FCW Florida Tag Team Championship te winnen. Het duo behield de titel tot 30 april 2009. Op 11 juni 2009 won Reks het FCW Florida Heavyweight Championship door kampioen Drew McIntyre te verslaan. Haar heerschappij duurde tot 13 augustus 2009.
Op 30 juni 2009 maakte Reks haar debuut op de ECW-brand met de rol van een surfer in een backstage promo met Zack Ryder. Op 2 juli 2009 maakte Reks haar ringdebuut op WWE Superstars en verloor van Ryder. Op 21 juli 2009 boekte Reks haar eerste winst op ECW nadat zij Paul Burchill versloeg en won een week later opnieuw van hem.
In eind april 2010 vergezelde Reks de SmackDown-brand rooster na de sluiting van ECW-brand. Op 15 oktober 2010 maakte Reks haar SmackDown-debuut als een heel ("kwaadaardig"). Later won Reks van Kaval en kreeg een plaatsje in de team van SmackDown op Bragging Rights. Op Bragging Rights was Reks in staat om Santino Marella te elimineren voordat zij geëlimineerd werd door Sheamus en haar SmackDown-team won alsnog voor de tweede keer het Bragging Rights Cup.
Op 26 april 2011 werd Reks door de Supplemental Draft naar de Raw-brand gestuurd. Op 22 juli maakte Reks haar Raw-debuut tijdens de house show van Raw en versloeg Primo. In het najaar van 2011 vormde zij een duo met Curt Hawkins. In augustus 2012 vroeg Reks de WWE haar ontslag om meer tijd te spenderen met haar familie. Ze kreeg op 22 augustus 2012 haar ontslag en kondigde meteen haar pensioen aan.

## In het worstelen

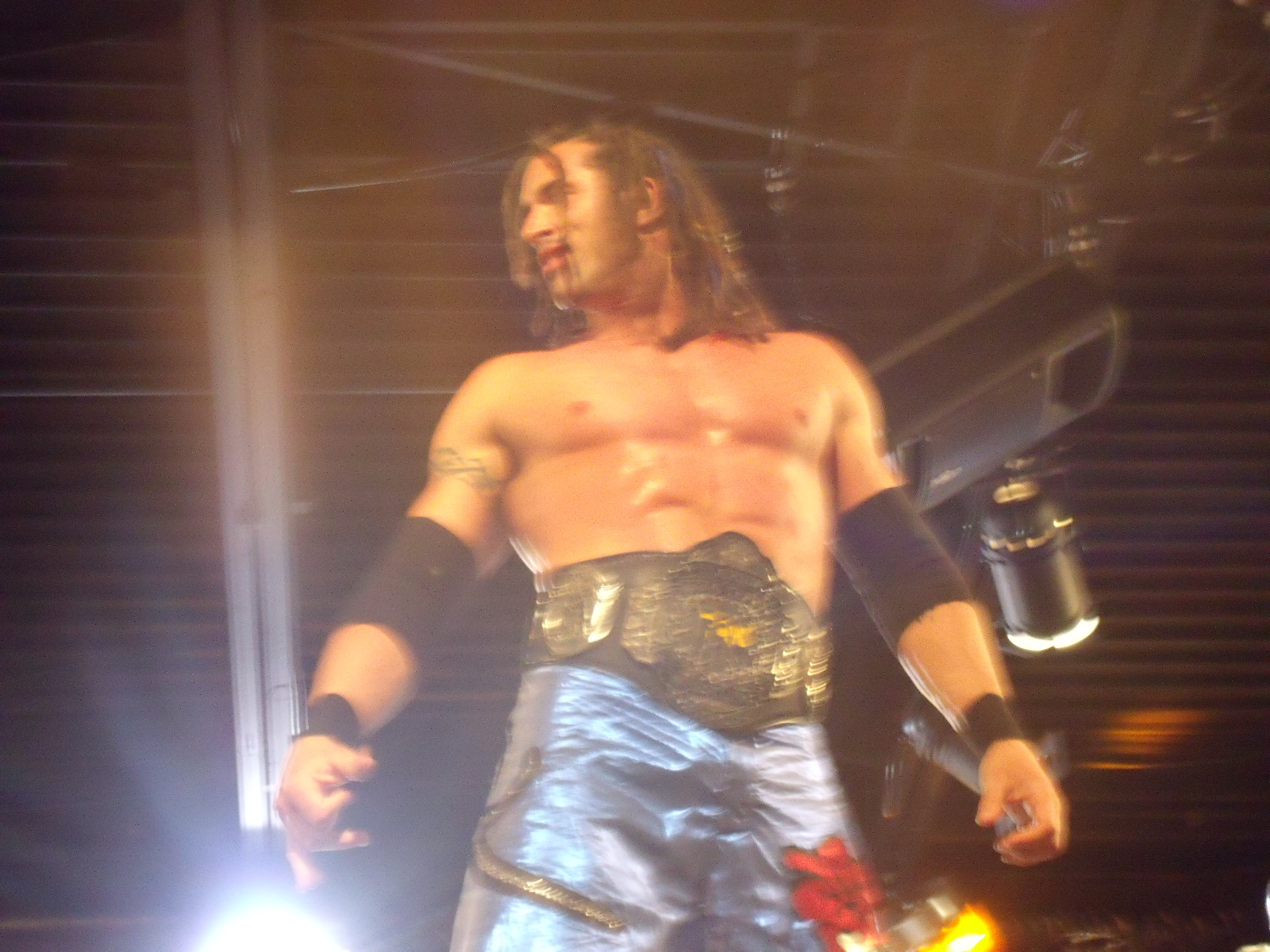
Reks als FCW Florida Tag Team Champion in 2009

- Finishers
  - Big Kahuna (FCW)
  - Burning Hammer (WWE)

- Signature moves
  - Big boot
  - Flapjack
  - Gutbuster
  - Jumping clothesline
  - Jumping elbow drop
  - Running shoulder block

- Bijnamen
  - "The X-Factor"
  - "The Dreadlocked Demolition Man"
  - "T. Reks"

## Prestaties
- Florida Championship Wrestling
  - FCW Florida Heavyweight Championship (1 keer)
  - FCW Florida Tag Team Championship (1 keer met Johnny Curtis)

- World Wrestling Entertainment
  - Slammy Award
    - "Most Menacing Haircut" (2010)